# At Tuhayat (huyện)
Huyện At Tuhayat là một huyện thuộc tỉnh Al Hudaydah, Yemen. Đến thời điểm năm 2003, huyện này có dân số 67660 người